# Douglas X-3 Stiletto
El Douglas X-3 Stiletto fue un avión a reacción de investigación de alta velocidad fabricado por la estadounidense Douglas Aircraft Company. Su misión principal era investigar las características de diseño de un avión adecuado para mantener velocidades supersónicas, que incluía el uso por primera vez de titanio en los componentes principales de la estructura.

## Desarrollo y diseño
Bajo la dirección del Mando de Investigación y Desarrollo de la Fuerza Aérea de los Estados Unidos, y con el patrocinio conjunto de la Armada, la Fuerza Aérea y el NACA, Douglas diseñó y desarrolló un avión de investigación de alta velocidad, que designó X-3 y más tarde Stiletto (estilete) en alusión a su apariencia.
Concebido primordialmente para investigar problemas de vuelo a alta cota y gran velocidad, así como las consecuencias del calor cinético, el X-3 comenzó su etapa de diseño en 1945.
La complejidad de este programa queda indicada en el hecho de que transcurrieron más de tres años hasta que se obtuvo la aprobación para la construcción de una maqueta (agosto de 1948), y solo a finales de 1949, Douglas recibió un contrato por dos prototipos destinados a pruebas de vuelo y una célula de pruebas estáticas; en realidad, solamente se llegó a construir un prototipo.
El X-3, que realizó su primer vuelo el 20 de octubre de 1952, tenía un fuselaje delgado con morro de tipo aguja, ala monoplana cantilever de implantación baja y escasa envergadura, cola convencional, tren de aterrizaje retráctil y planta motriz constituida por dos turborreactores Westinghouse J34-WE-17 montados lado a lado en el fuselaje. El piloto iba en una cabina presurizada, en un asiento eyectable hacia abajo que también servía como ascensor eléctrico para posibilitar el acceso en tierra. El diseño del X-3 era de una complejidad sin precedentes debido a la gran velocidad requerida, que implicaba una aerodinámica avanzada y la utilización de nuevos materiales y métodos de construcción; en particular, hubo que desarrollar técnicas de fabricación que incluían la utilización de titanio. Además, la célula tenía más de 850 diminutos orificios distribuidos en toda la superficie para registrar presiones, 185 indicadores de cargas y esfuerzos, y 150 puntos para registro de temperaturas.

## Historia operacional

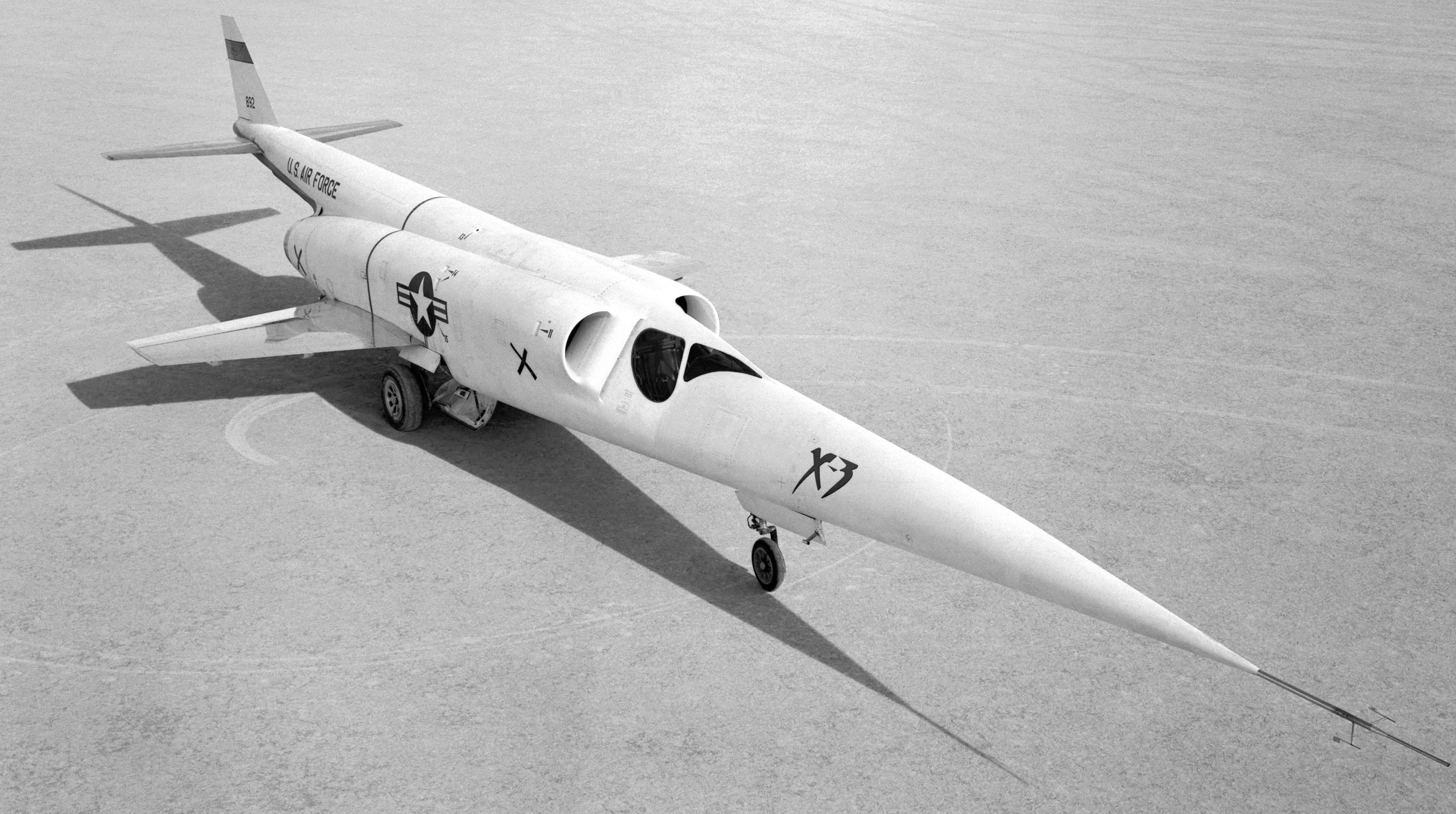
El Douglas X-3 Stiletto en la pista del lago.

El primer vuelo corto del X-3 fue realizado el 20 de octubre de 1952 por el piloto de pruebas Bill Bridgeman. Bridgeman despegó desde el suelo y voló aproximadamente una milla (1,6 km), antes de volver a posarse en la pista del lago. El primer vuelo oficial fue el 20 de octubre con Bridgeman de piloto, que duró unos veinte minutos. Bridgeman realizó un total de 26 vuelos durante las pruebas de Douglas, hasta diciembre de 1953. El X-3 no se acercó a su funcionamiento previsto. En su primer vuelo supersónico el avión tuvo que realizar un picado de 15 grados para alcanzar Mach 1,1. Su vuelo más rápido, realizado el 28 de julio de 1953, alcanzó Mach 1,208 en un picado de 30°.
Tras completarse el programa de pruebas del contratista en diciembre de 1953, el X-3 fue entregado a la Fuerza Aérea. Los pobres resultados del X-3 significaron una reducción del programa. Frank Everest y Chuck Yeager realizaron tres vuelos cada uno. Aunque el avión era tripulado por pilotos de la USAF, fueron contados como vuelos del NACA. El último vuelo de Yeager se realizó en julio de 1954.
El NACA hizo planes para realizar una serie de vuelos experimentales con el X-3. La investigación se centraba en la estabilidad y control longitudinales, las cargas en cola y alas y la distribución de la presión. El piloto del NACA Joseph A. Walker realizó su primer vuelo el 23 de agosto de 1954, y posteriormente ocho vuelos más entre septiembre y octubre.
A finales de octubre, el programa fue expandido para incluir pruebas de estabilidad direccional y lateral. Walker voló en diez ocasiones entre el 20 de septiembre de 1955 y el 23 de mayo de 1956. El X-3 fue retirado y expuesto en el Museo Nacional de la Fuerza Aérea de Estados Unidos. De los dos aviones que se pidieron, solo el 49-2892 fue construido y realizó un total de 51 vuelos.

## Supervivientes
- El único X-3 fue transferido en 1956 al Museo Nacional de la Fuerza Aérea de Estados Unidos.[2] Desde 2008 se exhibe en la galería de Investigación y Desarrollo del Museo.[1]

## Especificaciones del X-3

### Características generales
- Tripulación: Uno (piloto)
- Longitud: 20,4 m (66,8 ft)
- Envergadura: 6,9 m (22,7 ft)
- Altura: 3,8 m (12,5 ft)
- Superficie alar: 15,5 m² (166,5 ft²)
- Peso vacío: 6507 kg (14 341,4 lb)
- Peso máximo al despegue: 10 160 kg (22 392,6 lb)
- Planta motriz: 2× turborreactor Westinghouse J34-WE-17.
  - Empuje normal: 15,0 kN (3370 lbf) de empuje cada uno.
  - Empuje con postquemador: 21,6 kN (4850 lbf) de empuje cada uno.

### Rendimiento
- Velocidad máxima operativa (Vno): 1135 km/h (705 MPH; 613 kt) a 7000 m
- Techo de vuelo: 11 580 m (37 992 ft)
- Carga alar: 8,8 kg/m² (1,8 lb/ft²)

## Aeronaves relacionadas

### Desarrollos relacionados
- Lockheed F-104 Starfighter

### Aeronaves similares
- Bristol 188

### Secuencias de designación
- Secuencia XS-_ (Aviones de pruebas supersónicas/especiales de las USAAF, 1946-1948): XS-1 - XS-2 - XS-3 - XS-4 - XS-5
- Secuencia X-_ (Aviones eXperimentales estadounidenses, 1948-presente): X-1 - X-2 - X-3 - X-4 - X-5 - X-6 →